# Fading Suns
Fading Suns es un juego de rol de ciencia ficción creado por Bill Bridges y Andrew Greenberg y publicado por primera vez por Holistic Design, Inc. en Estados Unidos en 1996. La ambientación del juego también ha sido usada en un juego para PC (Emperor of the Fading Suns), un juego de rol en vivo (Passion Play), y un juego de miniaturas de combate espacial (Noble Armada).

## Ambientación
El juego se ambienta en un imperio del futuro, de estilo medieval, construido sobre las ruinas de una república galáctica humana más sofisticada, que fue posible gracias a la existencia de antiguos «portales de salto». Estas reliquias de una civilización no humana de una antigüedad increíble permiten viajes instantáneos entre los sistemas estelares con portales, los cuales conforman una «red de salto» llamada los Mundos Conocidos.
La atmósfera es similar a Dune de Frank Herbert y a Hyperion de Dan Simmons. El poder es administrado por las casas nobles, por los gremios de la Liga Mercantil y por la Iglesia Universal del Sol Celestial. La tecnología es considerada inherentemente maligna y pocos tienen el privilegio de poseerla y usarla. Los poderes psíquicos existen, pero quienes los poseen son perseguidos por la iglesia (y castigados u obligados a ingresar a ella, donde los psíquicos son considerados milagros de fe). La iglesia es capaz de obrar milagros mediante ritos teúrgicos.
Pese a que la mayor parte de las posibilidades de juego surge de los estrictos códigos que regulan la vida de los ciudadanos imperiales, la época abunda en posibilidades de aventura. Siguiendo a la caída del antiguo régimen y a siglos de oscuridad y conflictos, muchos mundos han retrocedido tecnológicamente, la mayor parte de la ciencia ha sido olvidada y múltiples amenazas acechan entre las estrellas. Hay muchos misterios por resolver, como la causa del fenómeno del apagamiento de los soles (que da su nombre al juego) y la búsqueda de portales a mundos perdidos, que son temas recurrentes.
Los jugadores adoptan los papeles de miembros de la aristocracia, de los varios gremios o de alguna orden religiosa. También pueden interpretar personajes alienígenos o humanos que no pertenezcan a los grupos de poder.
Las posibilidades de juego que entregan la ambientación y los suplementos son tan vastas que se puede implementar una aventura de prácticamente cualquier género narrativo en ella.

## Suplementos
Los suplementos publicados entregan descripciones de planetas, sociedades alienígenas, órdenes religiosas, monstruos, conspiraciones y tecnología, expandiendo las posibilidades temáticas que ofrece la ambientación y su nivel de detalle. Estos productos se han vuelto difíciles de encontrar.
Luego de varios años sin nuevas adiciones, la compañía neozelandesa RedBrick Limited obtuvo en 2007 la licencia para continuar el desarrollo de productos para Fading Suns.

## Sistema de juego
Fading Suns emplea un sistema de juego simple de atributos y habilidades, sin niveles ni clases y con varios dados, llamado Victory Point System (VPS). En este sistema las tiradas se resuelven todas lanzando un dado de 20 (D20) y procurando obtener menos o igual que la suma de Atributo+Habilidad del personaje, siendo dentro de esos márgenes mejor cuanto más alto el resultado de la tirada y considerándose un éxito crítico obtener exactamente el resultado exacto de Atributo + Habilidad. Originalmente las tiradas de daño se resolvían lanzando una reserva de múltiples dados de 20 caras, pero a partir de la Guía del Jugador de 1ª edición pasaron a poder utilizar dados de 6 caras para obtener el mismo resultado e incluso utilizar un único D20 consultando una tabla de resultados estadísticos.
Los personajes se creaban eligiendo una categoría nada restrictiva que indicaba las características más habituales para cada una de las muchas categorías de personaje, divididas en nobleza, clero, comerciantes de la asamblea y alienígenas. A partir de ahí se realiza una distribución de puntos de manera que al final todos los personajes se encuentran equilibrados.

#### Fading Suns D20
En el año 2001 se publicó una adaptación del juego al sistema d20. Durante algunos años, los suplementos incluyeron reglas para ambos sistemas. Sin embargo, RedBrick ha anunciado que sólo empleará la versión VPS por el momento.
Actualmente se trabaja en la tercera edición del juego en sistema VPS.

#### Segunda edición
La segunda edición del reglamento resolvió muchos de los problemas de la edición anterior, en especial algunos detalles de equilibrio del sistema y las reglas de naves espaciales (que se hace más compatible con el wargame de combate espacial Noble Armada, situado en el mismo universo), y aumentó la cantidad de información disponible.
En esta edición se añade un sistema alternativo de creación de personajes basado en elección de secciones de trasfondo que permiten desarrollar un personaje eligiendo secuencialmente su origen, a qué dedicó su niñez, su adolescencia, sus primeros años como adulto, etc.

## Autores
Fading Suns fue escrito por Andrew Greenberg y Bill Bridges, quienes participaron en la creación de los juegos de rol Vampiro: la mascarada y Hombre lobo: El Apocalipsis para White Wolf, respectivamente.

## Ediciones en castellano
Fading Suns fue traducido y publicado en castellano por la editorial madrileña La Factoría de Ideas en 1997 bajo el título Soles Exhaustos.

### Segunda edición revisada
En 2016, la editorial Ediciones Epicismo comenzó a publicar la traducción al castellano de la línea de la segunda edición revisada (2014) de Fading Suns, empezando con la Guía del Jugador y poniendo a la venta la Guía del Director, la Pantalla de Fading Suns y un set de dados especialmente decorado para el juego.
Esta edición consta sólo de los dos libros publicados, que condensan buena parte de toda la información relevante aparecida en los libros de primera edición y actualiza el sistema de juego para hacerlo más accesible (en particular las reglas de naves espaciales).

### Edición de Nosolorol
En 2023, Nosolorol publica la 4ª edición del juego traducida al español. Ha publicado, hasta el momento, tres libros: El libro del universo, libro del director y libro de personajes. Una completa edición, renovada y a todo color, del legendario juego Fading Suns. 